# أناستازيا كاباتشينسكايا
أناستازيا ألكسندروفنا كاباتشينسكايا (الروسية: Анастасия Александровна Капачинская) هي عداءة مسافات قصيرة روسية ولدت في يوم 20 نوفمبر 1979 في مدينة موسكو عاصمة روسيا، أبرز إنجازاتها هو فوزها بالميدالية الفضية في سباق 4×400 متر في دورة الألعاب الأولمبية الصيفية 2012 في لندن، كما تمكنت من الفوز بالميدالية الذهبية في بطولة العالم لألعاب القوى 2003 في باريس في سباق 200 متر، كما تمكنت في نفس الدورة من الفوز بالميدالية الفضية في سباق 4×400 متر مع الفريق الروسي وفازت أيضاً بالميدالية البرونزية في سباق 400 متر في بطولة العالم لألعاب القوى 2011 في دايغو في كوريا الجنوبية وفازت بميداليات برونزية مع الفريق الروسي في سباق 4×400 متر في بطولة العالم لألعاب القوى 2001 في إدمونتون في كندا وبطولة العالم لألعاب القوى 2009 في برلين وبطولة العالم لألعاب القوى 2011 في دايغو، في دورة الألعاب الأولمبية الصيفية 2008 في بكين فازت مع الفريق الروسي بالميدالية الفضية في سباق 4×400 متر إلا أنه تم سحب الميدالية منها ومن الفريق بعد اكتشاف تناولها للمنشطات.

## روابط خارجية
- أناستازيا كاباتشينسكايا على موقع الاتحاد الدولي لألعاب القوى (الإنجليزية)
- أناستازيا كاباتشينسكايا على موقع أوليمبيديا (الإنجليزية)